# Jan Stráský

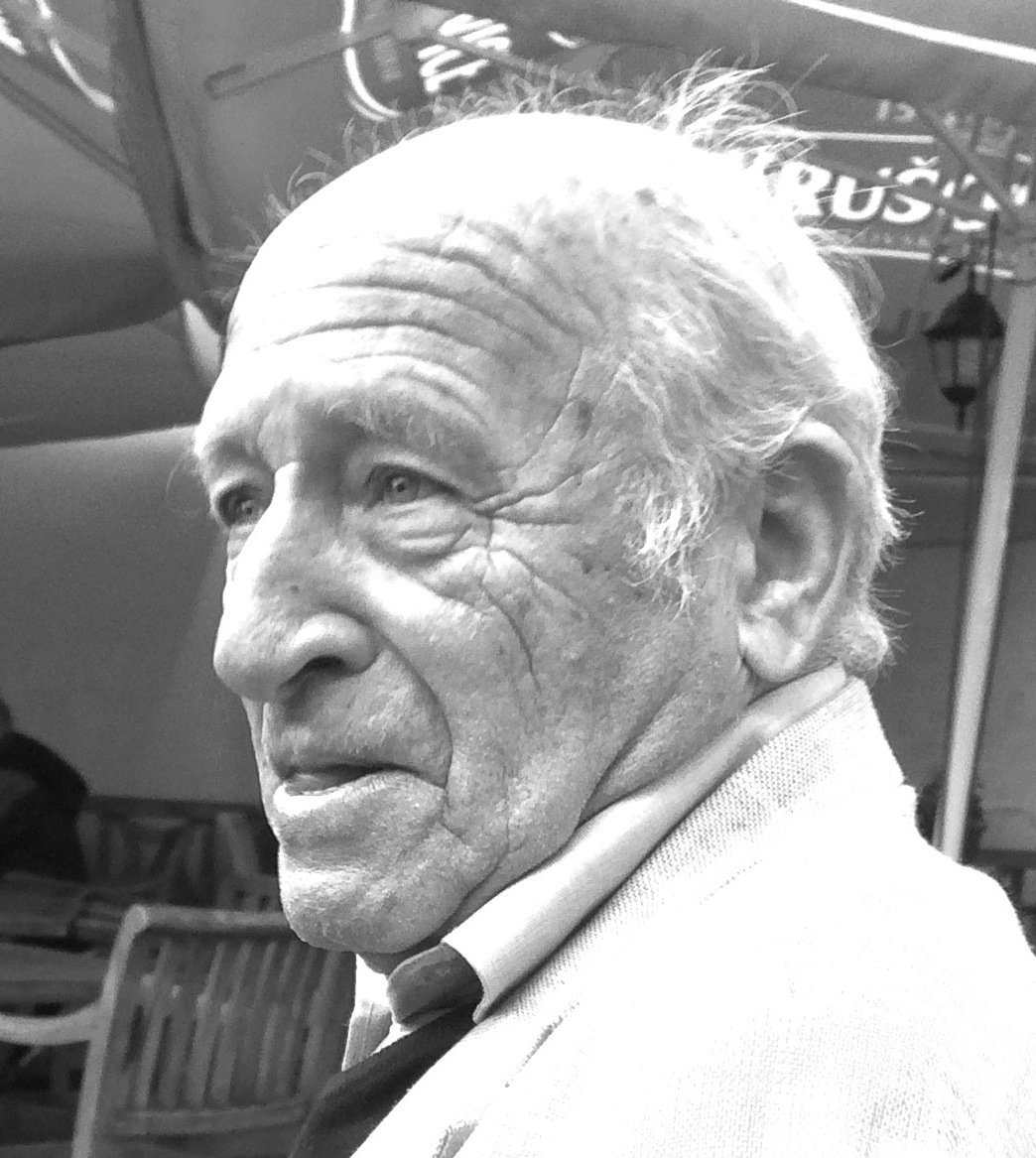
Jan Stráský (2015)

Jan Stráský (* 24. Dezember 1940 in Pilsen; † 6. November 2019 in Prag) war ein tschechischer Politiker. Er war vom 2. Juli bis zum 31. Dezember 1992 letzter Ministerpräsident der Tschechoslowakei.

## Leben
Nach dem Studium der Philosophie und der Ökonomie an der Karls-Universität Prag war er bei der Tschechoslowakischen Staatsbank tätig. 1991 wurde er stellvertretender Ministerpräsident Tschechiens und gehörte zu den Gründungsmitgliedern der ODS. Er war auch bis 1997 deren Vizevorsitzender. Nach den tschechoslowakischen Parlamentswahlen 1992 bildete er die letzte föderale Regierung, welche ihre Amtsgeschäfte geordnet auf die Teilrepubliken übertrug. Als Ministerpräsident übte er nach dem Protestrücktritt von Václav Havel nach dem 20. Juli 1992 auch die Vollmachten des Staatspräsidenten aus.
Seit Juli 1992 war Stráský zudem Verkehrsminister in der Regierung der Tschechischen Republik von Václav Klaus. Seit 1995 bekleidete er das Amt des Gesundheitsministers. 1997 schied er aus der Regierung aus.
Im Januar 1998 trat er aus der ODS aus und schloss sich der Freiheitsunion US-DEU an. Im selben Jahr verließ er jedoch die aktive Landespolitik. Von 2001 bis 2006 war er Direktor des Regionalamtes der Südböhmischen Region. Von 2006 bis 2014 war er Präsident des Klub českých turistů, von 2011 bis 2012 Verwaltungsdirektor des Nationalpark Šumava. Von der Umweltorganisation Děti Země erhielt er im Jahr 2011 den Negativpreis Ropák roku.